# جين بيير إيكمان
جان بيير إيكمان من مواليد 27 يناير 1944 هو فيزيائي رياضي في قسم الفيزياء النظرية في جامعة جنيف ورائد في نظرية الفوضى وتحليل الشبكات الاجتماعية.
إيكمان هو ابن عالم الرياضيات بينو إيكمان وأكمل اتمام شهادة الدكتوراة في عام 1970 تحت إشراف مارسيل جوينين في جامعة جنيف. وكان عضوًا في الأكاديمية الأوربية منذ عام 2001. وفي عام 2012 أصبح زميلاً للجمعية الرياضية الأمريكية.
وبالتعاون مع بيير كوليت وأوسكار لانفورد، كان إيكمان أول من أوجد حجة رياضية صارمة للتشعبات المتضاعفة لفترة ما في الأنظمة الديناميكية ، مع نسبة القياس التي قدمتها ثابتا فايينبوم  في ورقة مراجعة تم الاستشهاد بها عام 1985 مع ديفيد رويل.
قام بربط مساهمات الرياضيين والفيزيائيين في نظرية الأنظمة الديناميكية ونظرية إرجوديك، حيث قام بوضع ذلك العمل المتنوع علي المفاهيم الصحيح في هذه المجالات على أساس رياضي ثابت، وصاغ تخمين إيكمان-رويل على أبعاد التدابير اليرقية الزائدية، «واحدة من المشاكل الرئيسية في واجهة نظرية البعد والنظم الديناميكية».
وأخيرًا، تم نشر دليل على التخمين بعد 14 عامًا، في عام 1999. كما قام جين إيكمان بعمل رياضي إضافي في مجالات متنوعة للغاية مثل الميكانيكا الإحصائية ، والمعادلات التفاضلية الجزئية ، ونظرية الرسم البياني.
شمل طلاب الدكتوراه لديه فيفيان بالدي، بيير كوليت، ومارتن هيرر.

## روابط خارجية
- Website of Jean-Pierre Eckmann